# Церковь Успения Пресвятой Богородицы (Альштетте)
Католическая приходская церковь Успения Пресвятой Богородицы (нем. St. Mariä Himmelfahrt) входит в список памятников архитектуры в Альштетте, который является частью общины Ахаус в районе Боркен ( Северный Рейн-Вестфалия ). Церковь и её община принадлежат деканату Ахаус в епархии Мюнстера.

## История и архитектура
Приход впервые упоминается в 1297 году.
Западная башня церкви датируется второй половиной XV века. Здание церкви имеет сложный план. Крыша перекрывает два однонефовых (зальных) пространства, стыкующихся перпендикулярно друг с другом в виде буквы «Т», что вызывает ощущение двух состыкованных церквей. Из стен выступают опорные колонны. На месте состыковки двух богослужебных пространств расположен квадратный открытый алтарь с престолом, поднятый на несколько ступенек выше пола. Орган смонтирован на северной оконечности церкви. Часовня, опущенная на несколько ступенек ниже пола, устроена в основании западной башни. Пространство северо-южной ориентации более широкое, чем западно-восточное и имеет небольшой наклон пола (наподобие театрального) к алтарю.
Церковь была построена в 1789-1792 годах, вероятно, по планам Иоганна Энгельберта Бонера (1735-1815). Она является ранним примером классицизма в церковном строительстве епархии Мюнстера.
В 1936/37 году здание было расширено на север. После серьёзного ущерба во Второй мировой войне оно было перестроено с изменениями. Капитальный ремонт был осуществлён в 2004 году.

## Церковное искусство
В церкви имеется несколько памятников церковного искусства:
- Иконографическое изображение святого Иеронима.
- Фигуры четырёх отцов церкви, выполненные из песчаника в начала XVIII века  Иоганном Маурицем Грёнингером. Их размеры немного превыщают нормальные размеры человеческого тела.
- Барочная Пьета.

- Западная башня с часами.
- Пьета.
- Орган.
- Северо-южный неф.
- Западно-восточный неф. Вид из часовни.

## Орган
Двухмануальный орган с педалью имеет 27 регистров. Он был построен в 1972 году компанией Kleuker и расширен в 2006 году компанией Fleiter. Диспозиция выглядит следующим образом:
| I: основной мануал |                 |         |
| 1.                 | басовый регистр | 16 '    |
| 2.                 | главный         | 8 '     |
| 3                  | свирель         | 8 '     |
| 4.                 | октава          | 4 '     |
| 5.                 | шпиц флейта     | 4 '     |
| 6.                 | октава          | 2 '     |
| 7.                 | корнетт III     | 2+2⁄3 ′ |
| 8.                 | смесь IV        | 1+1⁄3 ′ |
| 9.                 | труба           | 8 '     |
|                    | тремуляция      |         |

| II мануал: расширения |                 |         |
| 10.                   | гедакт          | 8 '     |
| 11.                   | шпиц гамба      | 8 '     |
| 12.                   | главный         | 4 '     |
| 13.                   | муфта флейты    | 4 '     |
| 14.                   | сесквиальтер II |         |
| 15.                   | лесная флейта   | 2 '     |
| 16.                   | квинта          | 1+1⁄3 ′ |
| 17.                   | шарф IV         | 1 '     |
| 18.                   | фагот           | 16 '    |
| 19.                   | гобой           | 8 '     |
|                       | тремуляция      |         |

| педаль |              |         |
| 20.    | основной бас | 16 '    |
| 21.    | подбас       | 16 '    |
| 22.    | основной бас | 8 '     |
| 23.    | гедак бас    | 8 '     |
| 24.    | хорал бас    | 4 '     |
| 25.    | Свисток IV   | 2+2⁄3 ′ |
| 26.    | тромбон      | 16 '    |
| 27.    | труба        | 8 '     |

- Коппель : II / I, I / P, II / P
- Игровая помощь : система комбинирования

## Особенность
В Альштетте существовала особая форма украшения по случаю процессий. Школьники несли на посохах цветочные букеты. Эта особенность в нескольких других районах Мюнстерланда все ещё широко распространена.